# Richard Trumka
Richard Louis Trumka (Nemacolin, Pensilvania, 24 de julio de 1949-5 de agosto de 2021) fue un líder sindical estadounidense. Presidente de la AFL-CIO, la mayor central obrera de Estados Unidos y Canadá, desde el 16 de septiembre de 2009. Fue secretario-tesorero en la AFL-CIO (1995-2009), y presidente de United Mine Workers (UMW or UMWA) (1982-1995), el sindicato de mineros más grande de Estados Unidos.

## Biografía

### Infancia y juventud
Trumka nació en Nemacolin, Pensilvania, cerca de Pittsburgh. Su madre, Eola Elizabeth (de soltera Bertugli) era italoestadounidense, y su padre, Frank Richard Trumka, estadounidense polaco de segunda generación, era minero de carbón. Trumka entró a trabajar en las minas en 1968. Obtuvo una licenciatura en Ciencias de la Universidad Estatal de Pensilvania en 1971 y un Juris doctor de la Facultad de Derecho de la Universidad de Villanova en 1974.

### Carrera profesional
Trumka comenzó su carrera jurídica como abogado del United Mine Workers of America (UMWA) en su sede en Washington D. C. (1974-1979) Fue elegido miembro de la junta directiva del Distrito 4 de la UMWA en 1981 y se convirtió en presidente de la UMWA en 1982.
Durante su presidencia alfrente de la UMWA, Trumka encabezó una huelga de nueve meses contra la Pittston Coal Company en 1989, que tuvo gran repercusión, convirtiéndose en un símbolo de resistencia contra los recortes y reducciones a los empleados, por parte de todo el movimiento laboral. Un tema importante en la disputa fue la negativa de Pittston a pagar el fondo de jubilación y salud para toda la industria creado en 1950. Trumka alentó la desobediencia civil no violenta para enfrentarse a la empresa, basándose en una campaña integral.
El United Mine Workers llevó a cabo una huelga nacional contra Peabody Coal en 1993. Se le pidió a Trumka que respondiera a la posibilidad de que algunas compañías de carbón pudieran contratar trabajadores de reemplazo permanente. [8] En septiembre de 1993, Trumka declaró a la agencia de noticias Associated Press: "Estoy diciendo que si enciendes una cerilla y pones el dedo en ella, es probable que te quemes". También dijo: "Eso no significa que yo te esté amenazando con quemarte. Eso solo significa que si enciendes la cerilla y pones el dedo en ella, el sentido común te dirá que te quemará el dedo. Y una confrontación es una de los posibilidades que pueden suceder. ¿Quiero que suceda? Absolutamente no. ¿Creo que puede suceder? Sí, creo que puede suceder "[8]. Associated Press informó que no estaba amenazando con violencia, y señaló que el personal de UMWA había pasado "miles de horas tratando de evitar que algo les sucediera [...] a nuestros miembros".
Además de sus actividades laborales dentro de Norteamérica, Trumka estableció una oficina a través de la cual los mineros estadounidenses se solidarizaron con los mineros en Sudáfrica mientras luchaban contra el apartheid. Además, ayudó a organizar el boicot de la Shell de Estados Unidos, que desafió a la multinacional Royal Dutch Shell Group por sus continuos negocios en Sudáfrica. Por estos pasos, Trumka recibió el Premio de Derechos Humanos Letelier-Moffitt de 1990.

### Secretario-tesorero de AFL-CIO
Como secretario-tesorero de la AFL-CIO, Trumka se centró en la creación de programas de inversión para los fondos de pensiones y beneficios del movimiento laboral, además de estrategias del mercado de capitales exigiendo responsabilidad corporativa a las comunidades estadounidenses. Trumka presidió el Consejo de Sindicatos Industriales AFL-CIO, un consorcio de sindicatos de manufactura, centrados en temas clave en el comercio, la atención médica y la reforma de la legislación laboral. Co-presidió la Coalición Monetaria de China, una alianza de la industria, la agricultura, los servicios y las organizaciones de trabajadores cuya misión declarada es apoyar la fabricación de Estados Unidos.
El mandato de Trumka como secretario-tesorero no estuvo exento de controversias. En 1996, el presidente de los Teamsters, Ron Carey, estaba enfrascado en una reñida batalla por la reelección con James P. Hoffa, hijo del desaparecido presidente de los Teamsters, Jimmy Hoffa, y abogado del sindicato de los Teamsters desde hace mucho tiempo. Hoffa también estaba recaudando fondos a Carey, llevando una ventaja de 4 a 1, pero la campaña de Carey estaba convencida de que podría ganar si la campaña podía eludir al liderazgo local (que apoyaba a Hoffa) y transmitir su mensaje directamente a los miembros de Teamsters. Martin Davis, un consultor de campaña de Carey que era propietario de The November Group (una empresa de marketing directo), supuestamente se puso en contacto con Trumka en el verano de 1996 y urdió un plan mediante el cual los Teamsters donarían 150.000 dólares a la AFL-CIO para una salida espuria. -votar posibles apoyos y la AFL-CIO pagaría la misma cantidad a Acción Ciudadana (un grupo de cabildeo y organización de base liberal). Citizen Action pagaría entonces 100.000 dólares a The November Group, que utilizaría el dinero en efectivo para financiar el esfuerzo de marketing directo de Carey. El presunto plan fue revelado el 22 de agosto de 1997 por un funcionario del gobierno federal que supervisaba la elección de los Teamsters. El gobierno federal anuló la exitosa reelección de Carey y ordenó una nueva elección. El 17 de noviembre de 1997, un funcionario federal inhabilitó a Carey para postularse a cargos electivos en el sindicato. Carey fue acusado formalmente de cargos federales de perjurio en enero de 2001, se declaró inocente, y fue declarado no culpable de todos los cargos el 12 de octubre de 2001. Trumka invocó su derecho de la Quinta Enmienda contra la autoincriminación durante la investigación del gran jurado del gobierno y un panel del Congreso, y nunca fue acusado de ningún delito.
Aunque la AFL-CIO tenía una política (promulgada a raíz de varios escándalos de Teamsters a fines de la década de 1950) que parecía requerir que cualquiera que hiciera valer sus derechos de la Quinta Enmienda fuera destituido de su cargo, el presidente de la AFL-CIO, John Sweeney, escribió en una carta enviada. a los sindicatos miembros de la AFL-CIO en noviembre de 1997 que la política de la AFL-CIO con respecto a la afirmación de los derechos de la Quinta Enmienda "nunca había sido aplicada por la federación". La carta continuaba diciendo que "la política pide la destitución solo cuando el sindicato determina que se está invocando la Quinta Enmienda para ocultar el descubrimiento de corrupción. La AFL-CIO, como usted sabe, ha estado realizando durante algún tiempo su propia investigación interna y no tiene fundamento para concluir que hubo alguna conducta ilegal por parte del Secretario-Tesorero Trumka. [...] Está claro que la política no se aplica ". Durante el testimonio ante un subcomité del Congreso el 30 de abril de 1998, Sweeney dijo que una resolución de diciembre de 1957 adoptada por la AFL-CIO enmendó la política para que no se invocara automáticamente, sino que se aplicara solo si la invocación de los derechos de la Quinta Enmienda se usaba "como un escudo para evitar el descubrimiento de corrupción". La federación laboral parecía satisfecha de que Trumka no debería dimitir. Después de que Trumka hablara en una sesión ejecutiva de la Junta Ejecutiva de AFL-CIO en enero de 1998, los miembros de la junta dijeron que sus preocupaciones sobre la participación de Trumka en el escándalo se habían desvanecido. El 30 de abril de 1998, Sweeney dijo que aún no había salido a la luz ninguna prueba que indicara alguna irregularidad por parte de Trumka.
El 1 de julio de 2008, Trumka pronunció un discurso denunciando el racismo en las elecciones presidenciales de 2008. Un extracto de dicho discurso se puede ver a través de un video que atrajo más de 535 000 visitas en YouTube. El video de Trumka fue llamado "seguramente el primer momento de YouTube en la historia" del movimiento sindical por el periodista de ProPublica Alec MacGillis.

### Presidente de AFL-CIO
Trumka fue elegido presidente de la AFL-CIO tras la jubilación de John Sweeney en 2009 y presidente del Comité Asesor Sindical de la OCDE en mayo de 2010. Trumka fue nombrado uno de los estadounidenses del año de la revista Esquire en 2011.
En marzo de 2013, Trumka confirmó que los sindicatos se esforzarían por trabajar más estrechamente con los grupos que intentan ayudar a los trabajadores inmigrantes, a medida que se intensificaba el debate nacional sobre el salario mínimo y el empleo justo en la industria de los restaurantes.
El 15 de agosto de 2017, unos días después de la manifestación Unite the Right y de las declaraciones ampliamente criticadas del entonces presidente de los Estados Unidos, Donald Trump, Trumka renunció al "consejo de fabricación" del presidente y publicó una declaración, que incluía lo siguiente:

"No podemos sentarnos en un consejo para un presidente que tolera la intolerancia y el terrorismo interno. [...] Los comentarios del presidente Trump hoy repudian sus comentarios forzados ayer sobre el KKK y los neonazis, [...] Debemos renunciar en nombre del pueblo trabajador de Estados Unidos, que rechaza todas las nociones de legitimidad de estos grupos intolerantes".

El 4 de febrero de 2018, se anunció que Trumka sería el primer ganador del Premio Mundial de la Paz al Liderazgo Laboral por haber dedicado su vida a la causa del trabajo y los derechos laborales, buscando la igualdad y defendiendo los derechos de los trabajadores y trabajadoras.

### Vida personal y muerte
Trumka se casó con Barbara (de soltera Vidovich) en 1982. Tuvieron un hijo. De fe católica, Trumka falleció de un aparente ataque cardíaco el 5 de agosto de 2021, a los 72 años.